# Arivattaya Nayanar
Arivattaya Nayanar o Thayanar (en idioma tamil: அரிவட்டாய நாயனார்), fue el 12.º Nayanar, un grupo de 63 santos shaivitas venerados como grandes devotos del dios hindú Shiva. Los nayanars vivieron antes o durante la vida de Sundaramurthy Nayanar, que se desarrolló hacia el siglo VIII.

## Fuente primaria
En el Thiruthondar Thogai, siglo VIII, obra canónica del Shaivismo, Sundaramurthy Nayanar recopiló las legendarias vidas de 62 nayanars y él mismo como el 63.º nayanar. En el Periya Puranam, Sekkizhar, siglo XII, recopiló las legendarias vidas de los 63 nayanars.

## Nacimiento y vida
Arivattaya Nayanar nació como Thayanar en un día estelar de Thiruvadhirai (Adra) en el mes tamil tailandés en una familia adinerada de Vellalar en Kannanthangudi, un pueblo situado en el distrito de Thanjavur. Thayanar era un devoto incondicional de Shiva y vivía en la aldea de Kannamangalam con su esposa.
Aunque Thayanar era el hombre más rico de Kannamangalam, llevó una vida justa. Fue bendecido con tierras fértiles y una riqueza adecuada. Thayanar y su esposa prometieron pasar el servicio desinteresado a Shiva. La pareja hizo una rutina para ofrecer una fina variedad de arroz cocido junto con espinacas a Shiva como Naivedya, una ofrenda de comida. Thayanar continuó su vida humilde y modesta con devoción sirviendo a Shiva y a sus devotos.

## Prueba de devoción
Shiva quiso probar la devoción y la fe de Thayanar y su esposa. Thayanar perdió su riqueza gradualmente, pero su devoción seguía intacta.
Una vez fue propietario de una granja y ahora Thayanar trabajaba como jornalero en los campos. Sin embargo, juró continuar con sus deberes devocionarios y ofreció a Shiva arroz cocido, hecho con los granos que obtenía como salario. Se quedaba con los granos de mala calidad y vivía en la pobreza con su fe incondicional en Shiva. Durante un período de tiempo la aldea se vio gravemente afectada por la sequía y la hambruna. Thayanar y su esposa lucharon por ganarse la vida y pasaron hambre durante muchos días juntos. La esposa de Thayanar nunca se desanimó por las dificultades. Para la continuación de los servicios al Señor, la pareja vendió todo lo que tenía.
Un día, la pareja preparó y empacó una cesta llena de arroz cocido, espinacas verdes, mango encurtido, leche, cuajada, suero de leche, mantequilla, ghee y las cenizas sagradas. Se dirigieron hacia el templo Kannanthakudi Shiva para ofrecer la comida. La pareja de ancianos parecía delgada y perdió su energía debido a la incesante inanición. El hambre y la pobreza les estaban poniendo trabas. Thayanar, que llevaba la canasta de alimentos, perdió el control y cayó al suelo y la comida se desperdició al derramarse. Thayanar se conmovió mucho y lloró terriblemente. Su descuido fue la razón de la pérdida de la comida destinada a Shiva y quiso castigarse por el pecado. Tomó una daga y se la clavó en el cuello.
Thayanar sintió la presencia de alguna fuerza, impidiendo su intento de suicidio. Cuando abrió los ojos, Shiva y su consorte Parvati aparecieron ante la pareja sentados en su vehículo celestial de toros. Shiva apreció la devoción desinteresada y la fe de la pareja y declaró que habían pasado su prueba de fe. Shiva bendijo a la pareja con la Salvación.
Desde que el santo Arivattaya Nayanar nació en la estrella Thiruvadhirai (Ārdrā) del mes tamil tailandés, el santo es adorado en los templos Shiva en este día específico y se celebra como el día de Arivattaya Nayanar.